# La Tresse de Jeanne
La Tresse de Jeanne est un roman de Nathalie de Broc publié en 2007.

## Résumé
En 1905 dans une ferme de Santec, Jeanne a 8 ans. Son père, Louis, est vendeur itinérant d'oignons (Johnny) et part en Angleterre. Son bateau coule au retour mais son corps n'est pas retrouvé. Jeanne ne croit pas qu'il est mort. En 1913 elle veut devenir Johnny et Job, forgeron, lui coupe sa tresse. Elle signe un contrat avec une compagnie et part en Angleterre pour 6 mois. Elle fait équipe avec Paul, 12 ans. Ils mettent une dizaine de tresses d'oignons sur un bâton à crans sur l'épaule et font du porte à porte. Seule femme, elle devient célèbre. Elle s'éprend de Fanch. Elle reste en Angleterre. Kipling lui offre Le Livre de la jungle. Elle retrouve son père, qui a refait sa vie, rentre et Job l'attend. Sa mère avoue qu'elle savait. Job meurt en 1919.